# Gmina Vojens

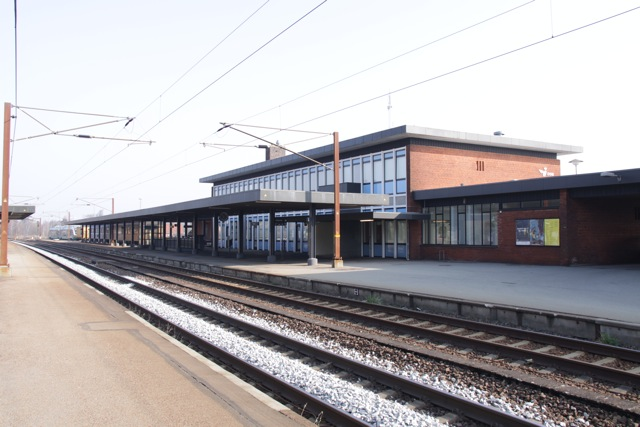
Stacja kolejowa w Vojens

Gmina Vojens (duń. Vojens Kommune) była w latach 1970–2006 (włącznie) jedną z gmin w Danii w okręgu południowej Jutlandii (Sønderjyllands Amt).
Siedzibą władz gminy było miasto Vojens.
Gmina Vojens została utworzona 1 kwietnia 1970 na mocy reformy podziału administracyjnego Danii. Po kolejnej reformie w 2007 r. weszła w skład nowej gminy Haderslev.

## Dane liczbowe
- Liczba ludności: (♀ 8444 + ♂ 8348) = 16 792
  - wiek 0-6: 8,4%
  - wiek 7-16: 14,2%
  - wiek 17-66: 63,6%
  - wiek 67+: 13,8%
- zagęszczenie ludności: 56,3 osób/km²
- bezrobocie: 4,9% osób w wieku 17-66 lat
- cudzoziemcy z UE, Skandynawii i USA: 129 na 10 000 osób
- cudzoziemcy z krajów Trzeciego Świata: 130 na 10 000 osób
- liczba szkół podstawowych: 11 (liczba klas: 116)